# Гао Юймэн
Га́о Юймэ́н (кит. упр. 高誉萌, пиньинь Gāo Yùméng; род. 13 апреля 2001, Тяньцзинь) — китайская фигуристка, выступающая в парном катании. В паре с Се Чжуном становилась бронзовой призёркой чемпионата Китая (2017) и бронзовой призёркой чемпионата мира среди юниоров (2017).

## Карьера
Гао Юймэн родилась 13 апреля 2001 года в Тяньцзине. Начала заниматься фигурным катанием в 2008 году.
В сезоне 2015/2016 Гао выступала в паре с Ли Бовэнем, с которым заняла пятое место на чемпионате Китая. В феврале 2016 года они расположились на седьмом месте в личном турнире и завоевали бронзу в командных соревнованиях юношеской Олимпиады. Спустя месяц отправились в венгерский Дебрецен на чемпионат мира среди юниоров, где стали единственной спортивной парой, представляющей Китай и показали предпоследний, тринадцатый результат. На протяжении сезона наставниками пары являлись Луань Бо, Сун Лунь и Ли Иньвэй.
Начиная со следующего сезона, Гао начала кататься с Се Чжуном. Тренером новоиспеченной пары стал Чжао Хунбо. Дебютным международным турниром для дуэта стал этап юниорского Гран-при в Чехии, где финишировали пятыми и повторили этот результат на этапе Гран-при, который проходил в Саранске. На ежегодном чемпионате Китая Гао и Се выиграли бронзовую медаль и были выбраны для участия в юниорском чемпионате мира. Там после исполнения короткой программы китайская пара занимала вторую строчку, но после произвольного проката опустилась на третье место.
На старте сезона 2017—2018 годов пара завоевала серебро на этапе Гран-при среди юниоров, а на втором этапе заняла четвёртое место. Эти результаты позволили им отобраться в финальный турнир серии, где остановились рядом с пьедесталом. Чемпионат Китая и чемпионат мира среди юниоров Гао и партнёр также завершили на четвёртых местах. По окончании соревновательного сезона пара распалась.

## Программы
(с Се Чжуном)
| Сезон     | Короткая программа                                       | Произвольная программа                                  |
| --------- | -------------------------------------------------------- | ------------------------------------------------------- |
| 2017–2018 | - Саундтрек к фильму «Чикаго»                            | - Саундтрек к фильму «Сумерки. Сага: Рассвет — Часть 1» |
| 2016–2017 | - «Cavatina» из фильма «Охотник на оленей» Стэнли Майерс | - «Crunchy Granola Suite» Нил Даймонд                   |

(с Ли Бовэнем)
| Сезон     | Короткая программа | Произвольная программа          |
| --------- | ------------------ | ------------------------------- |
| 2015–2016 | - «Happy Paradise» | - «Tarantella» Людовико Эйнауди |

## Результаты
| Результаты в паре с Се Чжуном |       |       |
| Соревнования                  | 16/17 | 17/18 |
| Международные среди юниоров   |       |       |
| Чемпионат мира                | 3     | 4     |
| Финал Гран-при                |       | 4     |
| Гран-при. Чехия               | 5     |       |
| Гран-при. Россия              | 5     |       |
| Гран-при. Хорватия            |       | 2     |
| Гран-при. Польша              |       | 4     |
| Национальные                  |       |       |
| Чемпионат Китая               | 3     | 4     |

| Результаты выступлений в паре с Ли Бовэнем |       |
| Соревнования                               | 15/16 |
| Международные среди юниоров                |       |
| Чемпионат мира                             | 13    |
| Олимпийские игры — парное катание          | 7     |
| Олимпийские игры — командный турнир        | 3     |
| Национальные                               |       |
| Чемпионат Китая                            | 5     |